# غجر كرواتيا
غجر كرواتيا (بالكرواتية: Romi u Hrvatskoj)، أحد المجموعات العرقية في جمهورية كرواتيا من أصل غجري. والشعب الغجري موجود في كرواتيا منذ أكثر من 600 عام مضت، ويتركز معظمها في شمال البلاد.
بحسب تعداد السكان الكرواتي لعام 2011، سُجل 16,675 غجري يعيش في كرواتيا بنسبة 0.4% من جملة السكان. في عام 2001، أكثر من نصف السكان الغجر يسكنون في مقاطعة ماجيموريه ومدينة زغرب. يُقدر عدد سكان الغجر الفعلي بتقديرات مختلفة مكان تقديرات من 30,000 إلى 40,000 نسمة  وتصل أحياناً إلى 60,000 نسمة تقريباً. نزح عدد كبير من اللاجئين الغجر إلى كرواتيا بسبب الصراع العرقي في البوسنة.